# Église de la Trinité-Vivifiante de Vyssokovo
L'église de la Trinité vivifiante de Vyssokovo est une église cathédrale orthodoxe du quartier de Vyssokovo, ancien village qui est aujourd'hui un quartier de l'arrondissement soviétique, dans la ville de Nijni Novgorod.

## Histoire
La construction de l'église a lieu en 1815 par l'architecte Ivan Ivanovitch Mejetski. Elle est terminée et consacrée la même année par l'évêque Moïse (ru), évêque de Nijni Novgorod et Arzamas. À cette époque, le village de Vyssokovo est situé à l'extérieur de la ville de Nijni Novgorod et appartient alors au monastère de l'Ascension des Grottes (en). Mais il est annexé dans la ville en 1929.
À l'époque soviétique, l’église n'est fermée que pendant 2 mois et demi en 1941. Elle est rouverte le 40e jour de la Grande Guerre patriotique, Sergueï Veïssov en étant le curé. En 1942, l'église de la Trinité est la seule ouverte sur le vaste territoire de Gorki et le nombre de ses paroissiens dépassait 5 000 personnes. En 1943-1974, l'église a le statut de cathédrale. Depuis 1997, l'église gère une école du dimanche pour les enfants.
Le cimetière de Vyssokovo est adjacent à l'église.